# 桃園航空城

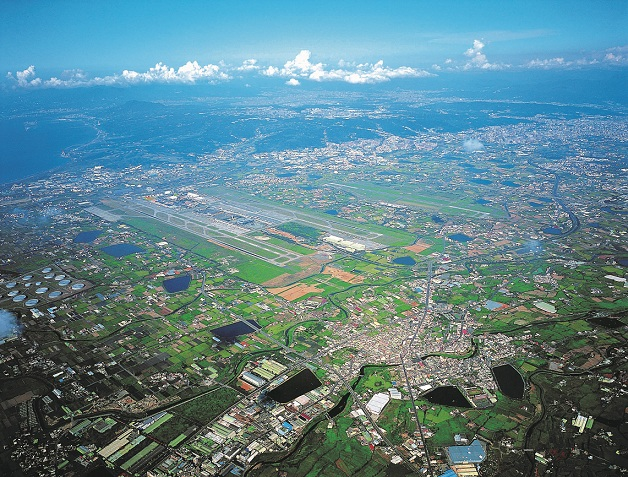
桃園航空城空拍圖

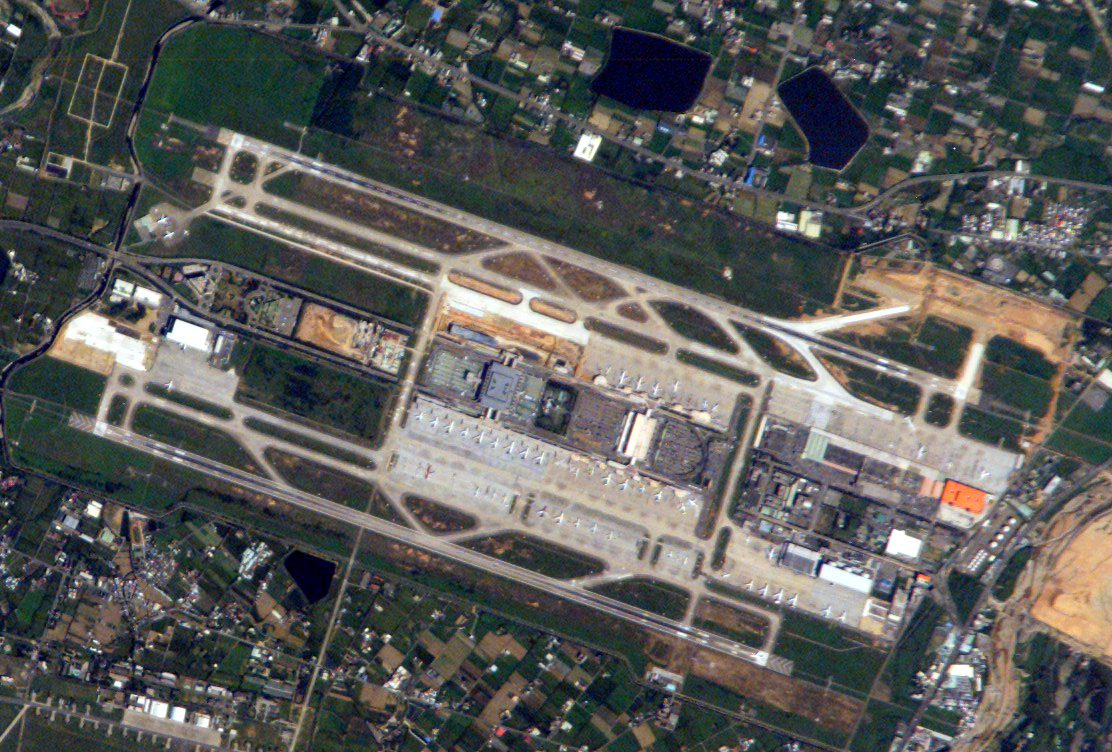
臺灣桃園國際機場空照全貌圖

桃園航空城（とうえんこうくうじょう、英語:Taoyuan Aerotropolis）は、台湾の大規模都市開発計画。「自由経済モデル地区」政策の一環として、桃園市・桃園国際空港周辺エリアを整備する計画である。「航空城」は「空港都市」という意味。当初は旧桃園県政府と中華民国交通部民用航空局が主導し、関連法案認可後は国際コンペを実施した。

## 沿革
- 2009年：「国際空港地区発展条例（國際機場園區發展條例）」承認。
- 2014年：内政部都市計画委員会第832次大会審が「暫定桃園国際機場園区及附近地区特定区計画案」を改訂。「暫定桃園航空城特定区計画」內政部で承認される[2]。
- 2016年：交通部が徴収範囲について内政部土地徴税検討チームに意見提出[3]。

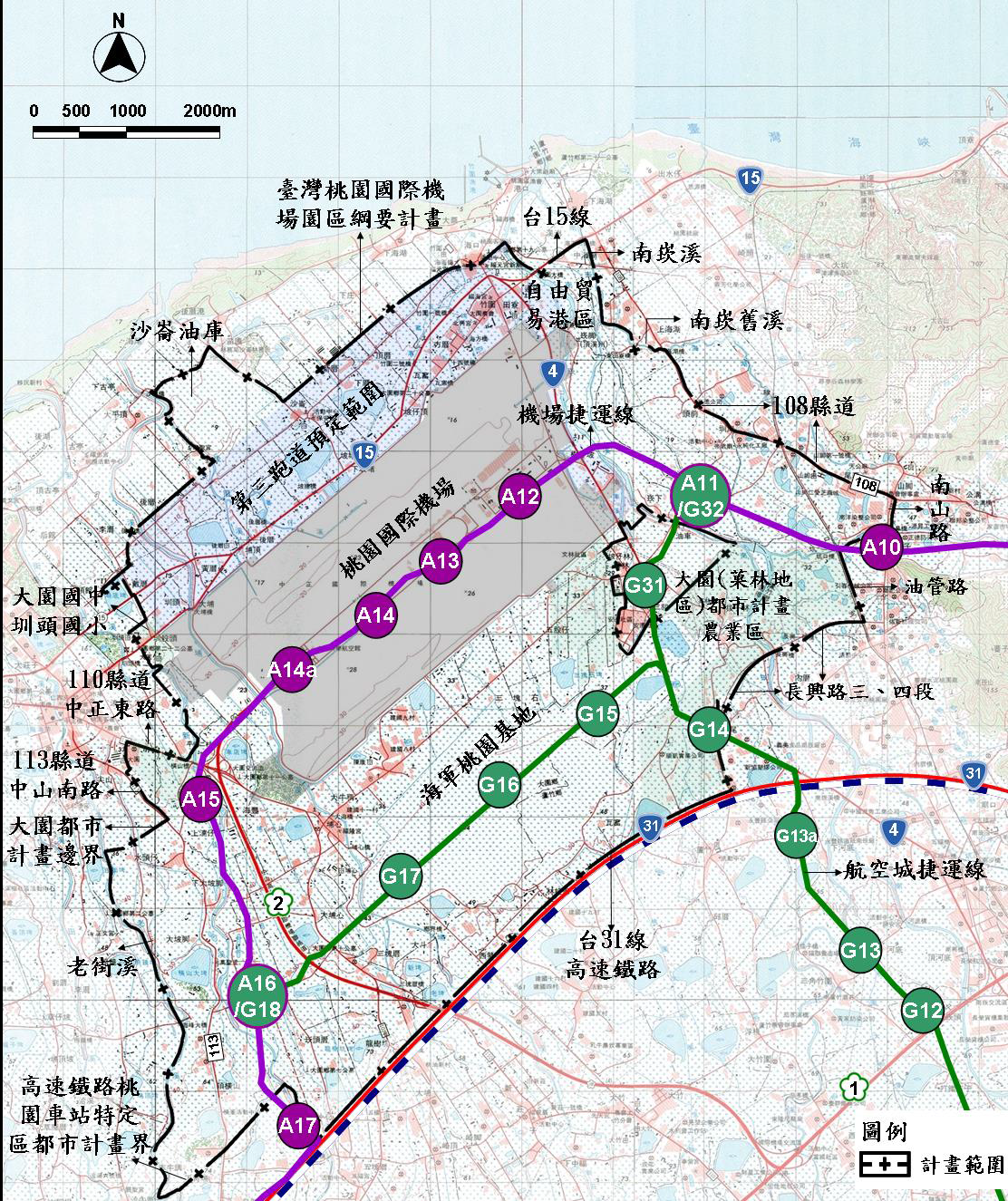
再提出された計画図（桃園航空城2014.02.25）